# Solva atrata
Solva atrata är en tvåvingeart som beskrevs av Daniels 1977. Solva atrata ingår i släktet Solva och familjen lövträdsflugor. Inga underarter finns listade i Catalogue of Life.